# Malrevers
 Malrevers  es una población y comuna francesa, situada en la región de Auvernia, departamento de Alto Loira, en el distrito de Le Puy-en-Velay y cantón de Puy-en-Velay-Nord.

## Demografía
| 471 | 435 | 441 | 520 | 592 | 691 |
| Para los censos de 1962 a 1999 la población legal corresponde a la población sin duplicidades (Fuente: INSEE [Consultar]) |     |     |     |     |     |